# Christof Kerschbaum
Christof Kerschbaum (* 24. September 1976 in Sankt Georgen am Längsee) ist ein ehemaliger österreichischer Radrennfahrer.

## Erfolge
In seiner Karriere gewann Kerschbaum mehrere Rennen: 2001 überquerte er in Villach, Schattendorf und am Dobratsch als Erster die Ziellinie, 2003 war er in Kleinengersdorf erfolgreich. Er wurde 2001 Fünfter im gesamtösterreichischen Cup und wurde bei der Staatsmeisterschaft im Einzelfahren Fünfter. 2005 fuhr Kerschbaum für Sky Plastic - Kruschitz, 2006 für Plast Recycling Austria. 2007 wechselte er zum RC ARBÖ Wels und wurde in diesem Jahr oberösterreichischer Straßenmeister sowie Fünfter der österreichischen Kriteriumsmeisterschaft.

## Doping und Sperre
Christof Kerschbaum wurde im März 2009 wegen des Verdachts auf Dopinghandel verhaftet. So soll er andere Sportler mit EPO versorgt haben, darunter die Triathletin Lisa Hütthaler. Nachdem Kerschbaum am 19. März 2009 bei der Pressekonferenz seines Vereins zum Saisonauftakt fehlte und verlautet wurde, dass dieser sich bereits seit einer Woche nicht mehr beim Verein gemeldet hatte, gab der Verein die Entlassung als Fahrer wegen „vereinsschädigenden Verhaltens“ bekannt. Im Juni 2009 gab die österreichische NADA bekannt, dass Kerschbaum des Dopings mit EPO überführt sei und deshalb für zwei Jahre gesperrt werde. Im April 2010 wurde Anklage gegen Kerschbaum erhaben; damit war er der erste Sportler, der gemäß dem 2007 in Österreich erlassenen Anti-Doping-Gesetz vor Gericht gestellt werden sollte. Im Juni 2011 wurde er zu zwei Monaten Gefängnis auf Bewährung verurteilt. Am 10. August 2015 ist er dann lebenslang gesperrt worden. Die Österreichische Anti-Doping-Rechtskommission (ÖADR) teilte am Montag in einer Aussendung mit, dass das Anti-Doping-Verfahren gegen Kerschbaum wegen Verstößen gegen die Anti-Doping-Bestimmungen und In-Verkehr-Bringen der verbotenen anabolen Präparate Testogel und Pregnyl sowie von Erythropoetin (EPO) damit abgeschlossen ist. „Da über Christof Kerschbaum bereits zuvor einmal rechtskräftig Disziplinarmaßnahmen verhängt worden waren, wurde als Sanktion nunmehr eine lebenslange Wettkampfsperre für alle Sportarten, die den Anti-Doping-Bestimmungen unterliegen, ausgesprochen“, hieß es in der Urteilsbegründung. Die Sperre beginnt rückwirkend mit 30. Juni 2015.